# Avon River (vattendrag i Australien, New South Wales, lat -32,05, long 151,97)
Avon River är ett vattendrag i Australien. Det ligger i delstaten New South Wales, i den sydöstra delen av landet, omkring 210 kilometer norr om delstatshuvudstaden Sydney.
I omgivningarna runt Avon River växer i huvudsak städsegrön lövskog. Trakten runt Avon River är nära nog obefolkad, med mindre än två invånare per kvadratkilometer. Genomsnittlig årsnederbörd är 1 554 millimeter. Den regnigaste månaden är februari, med i genomsnitt 287 mm nederbörd, och den torraste är oktober, med 44 mm nederbörd.